# Болдино (Московская область)
Болдино — деревня в Московской области России. Входит в городской округ Солнечногорск. Население — 0 чел. (2010).

## География
Деревня Болдино расположена на севере Московской области, в северной части округа, примерно в 10 км к северу от центра города Солнечногорска. Рядом протекает впадающая в Сестру река Желудовка. Ближайшие населённые пункты — деревни Леонидово, Муравьёво и Шахматово.

## Население
| 1852 | 1859 | 1899 | 1926 | 2002 | 2010 |
| ---- | ---- | ---- | ---- | ---- | ---- |
| 114  | ↘75  | ↘16  | ↗30  | ↘0   | →0   |

## История

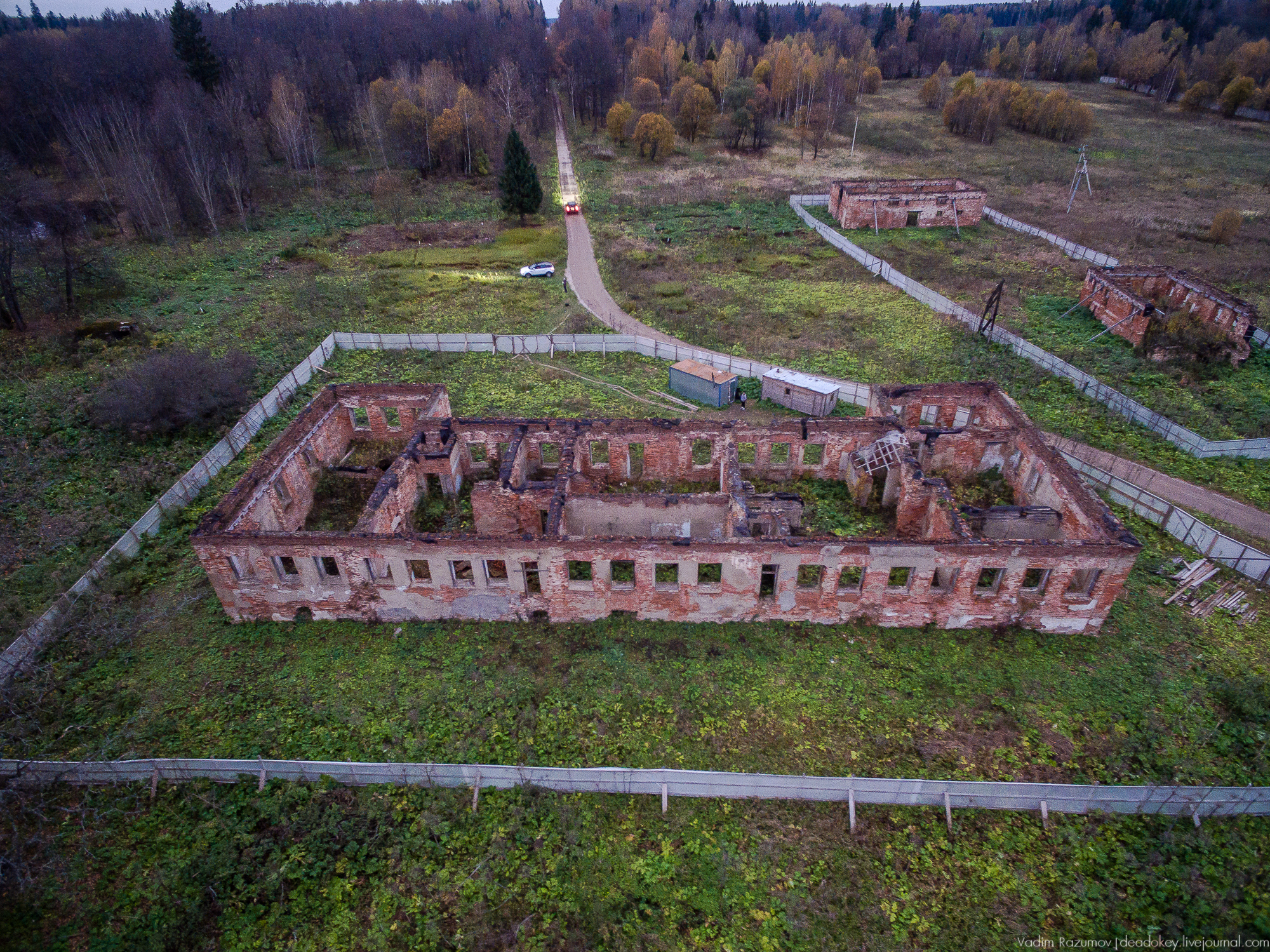
Руины усадьбы Татищева

Болдино связано с именем российского историка, географа, экономиста и государственного деятеля Василия Никитича Татищева, который в нём жил и работал.
В 1750 году, после его смерти, перешло во владение сыну — Евграфу Васильевичу, а с 1781 года — внуку Василия Никитича — Александру Евграфовичу, после смерти которого в 1832 году сельцом владела его вдова — Мария Степановна (Ржевская).

Болдино, сельцо 1-го стана, Татищевой, Марьи Степановны, Ген. Майор., дворовых 54 души мужского пола, 60 женского, 68 верст от столицы, 15 от уездного города, близ Санкт-Петербургского шоссе.— Нистрем К. Указатель селений и жителей уездов Московской губернии, 1852 г.
В «Списке населённых мест» 1862 года — владельческое сельцо 1-го стана Клинского уезда Московской губернии по левую сторону Санкт-Петербурго-Московского шоссе от Клина к Москве, в 13 верстах от уездного города и 10 верстах от становой квартиры, при пруде, с 10 дворами и 75 жителем (35 мужчин, 40 женщин).
По данным на 1899 год — сельцо Вертлинской волости Клинского уезда с населением в 16 человек.
В материалах Всесоюзной переписи населения 1926 года указан лишь хутор Болдино Муравьёвского сельсовета Вертлинской волости Клинского уезда в 3,2 км от Рогачёвского шоссе и 11,7 км от станции Подсолнечная Октябрьской железной дороги, с 30 жителями и 9 крестьянскими хозяйствами.
С 1994 до 2006 гг. деревня входила в Мошницкий сельский округ Солнечногорского района.
С 2005 до 2019 гг. деревня включалась в Смирновское сельское поселение Солнечногорского муниципального района.
С 2019 года деревня входит в городской округ Солнечногорск, в рамках администрации которого относится с территориальному управлению Смирновское.

## Достопримечательности
Усадьба Татищевых «Болдино», включающая главный дом, служебный корпус (конюшня), парк с прудами и флигель. Является памятником архитектуры федерального значения середины и второй половины XVIII века.  Объект культурного наследия № 5010501000